# Jeux panaméricains de 1951
Navigation
Édition suivante
Les Iers Jeux panaméricains se déroulent du 25 février au 9 mars 1951 à Buenos Aires en Argentine.
L'idée de Jeux panaméricains avait été évoquée une première fois lors des Jeux olympiques d'été de 1932 et une ébauche est tentée à Dallas en 1937. Un congrès panaméricain décide de les organiser en 1942 à Buenos Aires mais Pearl Harbor les renvoie à la fin de la guerre. Finalement, après un second congrès en 1948, dirigé par Avery Brundage, c'est seulement en 1951 que le régime péroniste peut les organiser.

## Tableau des médailles
- Pays hôte

| Rang  | Nation            | Or  | Argent | Bronze | Total |
| ----- | ----------------- | --- | ------ | ------ | ----- |
| 1     | Argentine         | 68  | 44     | 38     | 150   |
| 2     | États-Unis        | 44  | 33     | 18     | 95    |
| 3     | Chili             | 9   | 20     | 12     | 41    |
| 4     | Cuba              | 9   | 9      | 10     | 28    |
| 5     | Brésil            | 5   | 15     | 12     | 32    |
| 6     | Mexique           | 4   | 9      | 27     | 40    |
| 7     | Pérou             | 2   | 5      | 7      | 14    |
| 8     | Trinité-et-Tobago | 1   | 3      | 0      | 4     |
| 9     | Équateur          | 1   | 0      | 1      | 2     |
| 10    | Colombie          | 1   | 0      | 0      | 1     |
| 11    | Venezuela         | 0   | 1      | 1      | 2     |
| 12    | Costa Rica        | 0   | 1      | 0      | 1     |
| 13    | Jamaïque          | 0   | 0      | 3      | 3     |
| 14    | Panama            | 0   | 0      | 2      | 2     |
| 14    | Paraguay          | 0   | 0      | 2      | 2     |
| 16    | Guatemala         | 0   | 0      | 1      | 1     |
| 16    | Haïti             | 0   | 0      | 1      | 1     |
| Total | Total             | 144 | 140    | 135    | 419   |